# Saba (rapper)
Saba, pseudonimo di Tahj Malik Chandler (Chicago, 17 luglio 1994), è un rapper e produttore discografico statunitense.
È il cofondatore del gruppo Pivot Gang, assieme al fratello Joseph Chiliams, il cugino John Walt e il loro compagno di scuola MFn Melo. Fa anche parte del gruppo Ghetto Sage, con Smino e Noname.

## Biografia
Saba eccelleva alle scuole elementari, tanto che ha saltato due classi. Ha iniziato a suonare il pianoforte all'età di 7 anni, il che lo ha portato poi alla sperimentazione con software di beat making. Ha iniziato il liceo a 12 anni e si è diplomato a 16 anni. Ha frequentato la St. Joseph's High School nel sobborgo di Chicago Westchester. Inizialmente, Saba distribuiva i suoi mixtape nei corridoi della scuola per iniziare a far circolare il suo nome.
All'età di 16 anni, Saba ha iniziato a esibirsi al YouMedia Center e al Young Chicago Authors (YCA) nel quartiere Wicker Park di Chicago. Questi eventi dopo la scuola hanno dato a Saba la fiducia e il carisma che gli hanno permesso di perseguire la sua carriera musicale.

## Carriera

### GETCOMFORTableeComfortZone(2012-2014)
Nel dicembre 2012, Saba ha condiviso il suo primo progetto, GETCOMFORTable. L'album è una "compilation di giovani talenti di Chicago che si uniscono a Saba cercando di dare un senso a se stessi come adulti nascenti nel mondo di oggi". Il brano più popolare di GETCOMFORTable è stato "Heaux", del rapper Mick Jenkins.
Nel 2013, Chance the Rapper e Saba hanno collaborato dando vita al mixtape Acid Rap. La strofa di Saba nella canzone "Everybody's Something" ha aumentato la sua popolarità.
Saba ha continuato a rappare e, sempre nello stesso anno, ha cominciato a lavorare al secondo mixtape, ComfortZone.
ComfortZone è stato pubblicato nel luglio 2014. Il brano più popolare di ComfortZone è stato "Burnout" con Eryn Allen Kane.

### Bucket List Project(2015-2017)
Nel 2015, Saba ha lavorato insieme a Chance the Rapper e Donnie Trumpet all'album Surf nella canzone "SmthnThtIWant". L'album è stato pubblicato nel maggio dello stesso anno gratuitamente su iTunes.
Saba ha pubblicato un EP strumentale chiamato SpareChange! nel 2015. L'EP consiste in 8 tracce, ed è disponibile sulla piattaforma SoundCloud. Verso la fine del 2015, Saba ha partecipato al singolo "Angels" di Chance the Rapper. I due hanno cantato la canzone al Late Show di Stephen Colbert il 26 ottobre 2015: la popolarità di Saba è salita alle stelle grazie alla sua performance.
Nel gennaio 2016, Saba ha pubblicato il singolo "GPS" che ha visto la partecipazione del padre del rapper, Chandlar. Il singolo è stato incluso nel suo album di debutto, Bucket List Project, uscito il 27 ottobre 2016. L'album si concentra sulla sua crescita nel West Side e sulla sua spiritualità. Nel luglio 2016, Saba è apparso anche nell'album di debutto di Noname, Telefone, nella canzone Shadow Man al fianco di Phoelix e Smino.
Nel 2017, Saba ha pubblicato tre singoli intitolati "Monday To Monday", "There You Go" e "Where Ideas Sing", tuttavia, non ha annunciato un progetto successivo per queste canzoni. "Where Ideas Sing" è stato pubblicato il 28 settembre 2017. Poco dopo, il 29 settembre, è stata presentata la copertina del singolo nel centro di Chicago vicino al nuovo Apple Store nella Michigan Avenue. L'idea era di promuovere entrambi gli artisti della città che hanno lavorato al singolo, Saba e Matthew Hoffman, che ha curato la rappresentazione visiva dei testi di Saba.

### CARE FOR ME(2018)
Il 27 febbraio 2018 Saba ha pubblicato il brano "Busy", poco dopo aver annunciato un tour per il suo prossimo album CARE FOR ME. L'album è stato pubblicato il 5 aprile 2018 ed è stato dedicato al defunto cugino e amico intimo Walter Long Jr., anche conosciuto come John Walt, che è stato pugnalato a morte nel febbraio del 2017 a Chicago. Walter è menzionato nelle canzoni: "Busy", "Life" e "Prom/King". In particolare, "Prom/King" racconta gli eventi che Saba e Walter hanno condiviso l'uno con l'altro fino alla morte di Walter.

## Influenze musicali
Saba è stato influenzato da suo padre, il cantante R&B Chandlar. Chandlar ha portato Saba in studio con lui per registrare suoni soul, R&B e jazz.
Saba attribuisce a Lupe Fiasco, Bone Thugs-n-Harmony e Kanye West la più grande influenza su di lui. In particolare, i Bone Thugs-n-Harmony avrebbero trasformato Saba in rapper, facendogli venire voglia di cominciare a scrivere versi rap.

## Discografia

### Album in studio
- 2016 - Bucket List Project
- 2018 - Care for Me
- 2022 - Few Good Things
- 2025 - From The Private Collection of Saba and No ID

### EP
- 2015 - SpareChange!

### Mixtape
- 2012 - GETCOMFORTable
- 2014 - ComfortZone

### Singoli
- 2017 - Monday to Monday[14]
- 2018 - Life[15]
- 2018 - Busy[16]

#### Come ospite
- 2015 - Angels (Chance the Rapper featuring Saba)[17]
- 2017 - Pay the Man (Remix) (Foster the People featuring J.I.D and Saba)